# David Geddes
David Geddes, geboren als David Cole Idema , (Michigan, 1 juli 1950) is een Amerikaanse softrockzanger.

## Jeugd
Onder zijn eigen naam was Geddes de drummer/zanger van de cultband The Fredric (ook bekend als Rock Garden) en bracht hij begin jaren 1970 meerdere opnamen uit. Een daarvan, House on Holly Road, kreeg wat speeltijd rondom Michigan. Hij bezocht eerder de Universiteit van Michigan. Geddes kreeg zijn artiestennaam van een straat in Ann Arbor.

## Carrière
In overeenstemming met deejay Casey Kasems Amerikaanse top 40, had Geddes meerdere singles opgenomen voor belangrijke labels, die geen van allen een hit werden. Hij besloot om de muziekbusiness te verlaten en weer naar school te gaan. Hij ging naar de Wayne State University in Detroit om rechtswetenschappen te studeren, totdat hij werd gevraagd door producent Paul Vance om een song op te nemen, geschreven door Vance. Vance herinnerde zich Geddes stem van zijn eerdere opnamen en was van mening dat hij perfect was voor Vance's nieuwe song. Geddes ging naar New York om de zang voor de song op te nemen en ging daarna terug naar Detroit om zijn studie te vervolgen. Enkele maanden later bestormde de song Run Joey Run de Billboard Hot 100. Hij verliet de school met nog een semester te gaan en ging weer aan de slag in de muziekbusiness.
De andere hitsong The Last Game of the Season (A Blind Man in the Bleachers) haalde de top 20, een maand nadat Run Joey Run uit de hitlijst verdween.

## Discografie

### Singles
- 1972:	House on Holly Road
- 1975:	Run Joey Run
- 1975: The Last Game of The Season ((A Blind Man In The Bleachers)
- 1976:	Changing Colors
- 1976: Wait For Me

### Albums
- 1975: Run Joey Run

- International Standard Name Identifier: 0000 0000 7753 591X
- Library of Congress Control Number: no2010043291
- MusicBrainz: ef09ce4b-184b-43e2-b4a6-2ed712872bd8
- Virtual International Authority File: 108065957
- WorldCat: E39PBJvRY6cXvpXWqYxRDQ7fv3